# سایکو-پاس
سایکو-پَس (به ژاپنی: サイコパス Saiko Pasu، به انگلیسی: Psycho-Pass) یک مجموعه تلویزیونی انیمه ژاپنی است که توسط استودیوی پروداکشن آی.جی تولید شده‌. این مجموعه توسط گن اوروبوچی نوشته شده و نائویوشی شیوتانی آن را کارگردانی کرده‌است. داستان سایکو-پَس در آینده اتفاق می‌افتد، جایی که بشر به تکنولوژی به نام سیستم سیبیل دست پیدا کرده و با نصب دستگاهی به نام سایکو-پَس و قراردادن آن در بدن تمام شهروندان قادر به اندازه‌گیری شخصیت، وضعیت روحی و احتمال اشتیاق برای ارتکاب جرم آن‌ها می‌شود. شخصیت اصلی داستان دختری جوان به نام آکانه سونموری است که به تازگی به عنوان کاراگاه عضو نیروی امنیت عمومی شده‌است.
پخش مجموعه انیمه سایکو-پَس از ۱۲ اکتبر ۲۰۱۲ شروع شد و تا ۲۲ مارس ۲۰۱۵ از شبکه فوجی تلویژن پخش شد. نسخه مانگای این سری نیز با عنوان بازرس آکانه سونموری (به ژاپنی: 監視官 常守朱 Kanshikan Tsunemori Akane) از نوامبر ۲۰۱۲، تا دسامبر ۲۰۱۴ توسط شوئیشا در مجله جامپ اسکوئر منتشر گردیده‌است. نسخه‌ای دیگر از مانگا این سری با عنوان سایکو-پَس: بازرس شینیا کوگامی توسط انتشارات مگ گاردن از ۳۰ ژوئن ۲۰۱۴ در ماهنامه کامیک بلید به چاپ رسید. فصل دوم مجموعه تلویزیونی آن نیز از اکتبر تا دسامبر ۲۰۱۴ به تعداد ۱۱ قسمت پخش شد. همچنین در ۶ سپتامبر ۲۰۱۳ خبر از ساخت یک فیلم انیمه‌ای به همین نام به کارگردانی نائویوشی شیوتانی و کاتسویوکی موتوهیرو، و نویسندگی گن اوروبوچی و ماکوتو فوکامی داده شد، که سرانجام در ۹ ژانویه ۲۰۱۵ در کشور ژاپن به نمایش درآمد.

## داستان
داستان سایکو-پَس در آینده رخ می‌دهد جایی که امکان اندازه‌گیری حالت روحی و شخصیتی انسان‌ها و همچنین احتمال ارتکاب جرم رو برای هر فرد فقط با استفاده از تصویربرداری از مغز او و پردازش آن تصویر در قالب اعداد و ارقام تعیین می‌کند. این بدین معنی است که فکر کردن به ارتکاب جرم، فرد را مجرم تلقی کرده در نتیجه مجرم قبل از ارتکاب جرم شناخته شده و به وسیلهٔ سلاحی ویژه به نام دومینیتور که طوری طراحی شده که فقط به مجرمینی با ضریب جرم بالاتر از حد مجاز شلیک کرده و آن‌ها را مجازات می‌کند. کسانی که ضریب جرم بالاتر از حد مجاز داشته باشند در جامعه جایی ندارند و باید از بین بروند. داستان دربارهٔ دختری است که به تازگی عضو نیروی امنیتی عمومی شده‌است. این نیروی امنیتی نیز خود به دو دسته تقسیم می‌شود: دسته اول مجری‌ها هستند که خود مجرم‌هایی ماهر بوده، که ضریب جرم آن‌ها از حد طبیعی بالاتر است و وظیفه درگیری و مجازات مجرمین در گروه را بر عهده دارند. درک بالای مجری‌ها از جرم و جنایت باعث شده تا بهترین انتخاب برای به دام انداختن مجرمین دیگر باشند، اما چون احتمال اینکه خود مجری‌ها تبدیل به مجرمین شوند زیاد است به همین دلیل دسته دومی که کاراگاهان هستند به وجود آمده‌است.
در چنین روزگاری، دختری به نام آکانه سونوموری با اعتقاد به انسانیت و نظم، از سیستم حاکم رایانه ای و روانشناختی سیبیل اطاعت می کند و در اداره امنیت عمومی استخدام می‌شود، امّا او با یک مغز متفکر جنایتکار به نام ماکیشیما روبرو می شود که می تواند از این سیستم فرار کند و هم سیبیل و هم او را زیر سوال ببرد.

## شخصیت‌ها
- شینیا کوگامی (به ژاپنی: 狡噛 慎也 Kōgami Shin'ya)
- آکانه سونموری (به ژاپنی: 常守 朱 Tsunemori Akane)
- نوبوچیکا گینزو (به ژاپنی: 宜野座 伸元 Ginoza Nobuchika)
- تومومی ماسائوکا (به ژاپنی: 征陸 智己 Masaoka Tomomi)
- میکا شیموتسوکا (به ژاپنی: 霜月 美佳 Mika Shimotsuki)
- شوسی کاگاری (به ژاپنی: 縢 秀星 Kagari Shūsei)
- شوگو ماکیشیما (به ژاپنی: 槙島 聖護 Shōgo Makishima)
- ریکاکو اوریو (به ژاپنی: 王陵リカ子 Rikako Oryo)